# Cryptus apiculator
Cryptus apiculator là một loài tò vò trong họ Ichneumonidae.